# هارولد لوي
هارولد لوي (بالإنجليزية: Harold Lowe)‏ (مواليد 21 نوفمبر 1882 - الوفاة 12 مايو 1944)